# Paksong (stad)

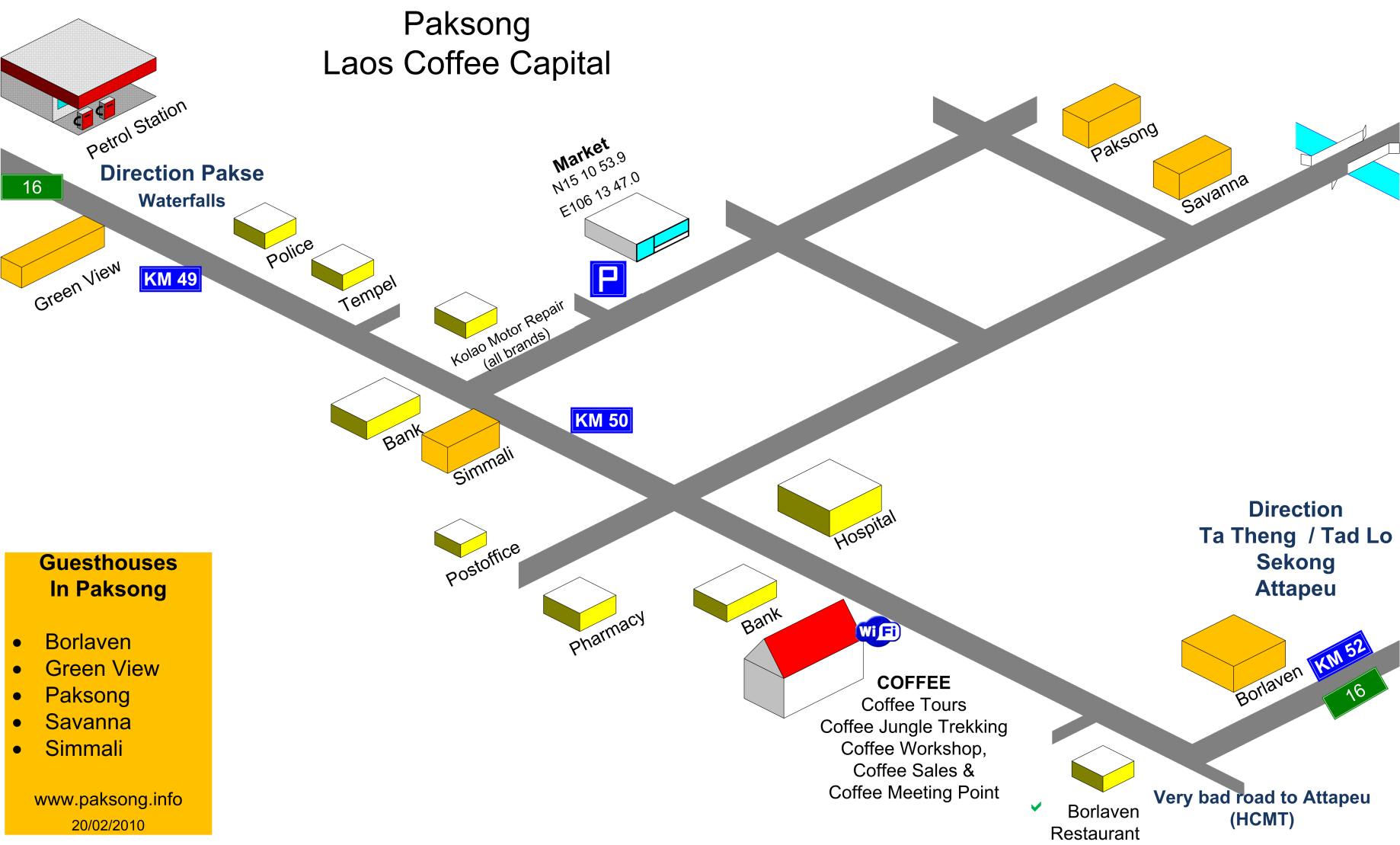
Plattegrond van Paksong

Paksong (ook Pakxong, Laotiaans: ປາກຊ່ອງ, letterlijk: monding van de rivier de Xong) is een stad in de Laotiaanse provincie Champasak en de hoofdstad van het gelijknamige district Paksong. De stad ligt aan de nationale Road 16 E en is de grootste plaats op het Bolavenplateau.
Tijdens de Laotiaanse Burgeroorlog werd de stad door luchtaanvallen van het Amerikaanse leger vrijwel volledig verwoest.
Paksong wordt over het algemeen beschouwd als het centrum van de koffieproductie in Laos.

## Afbeeldingen

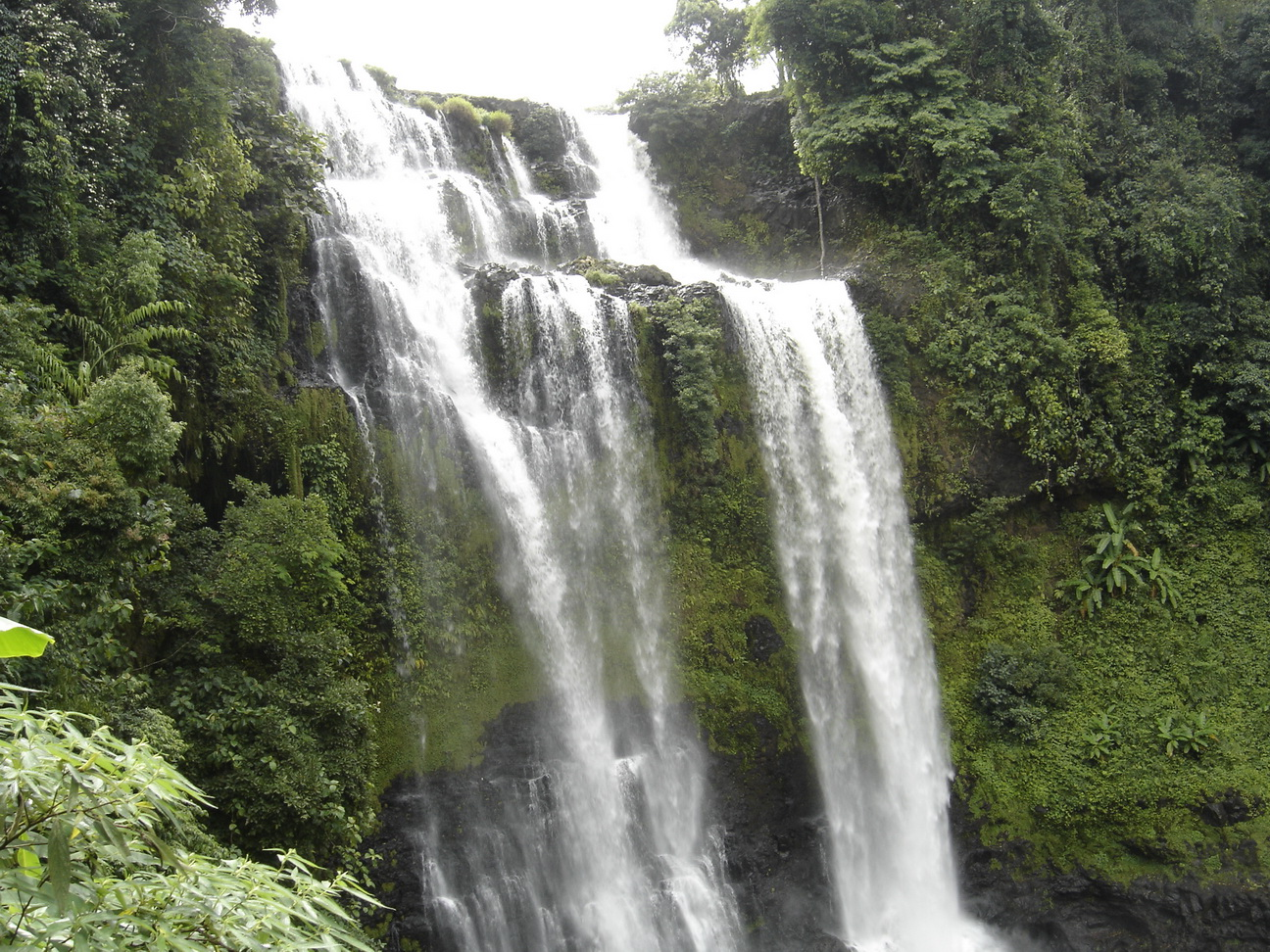
Waterval
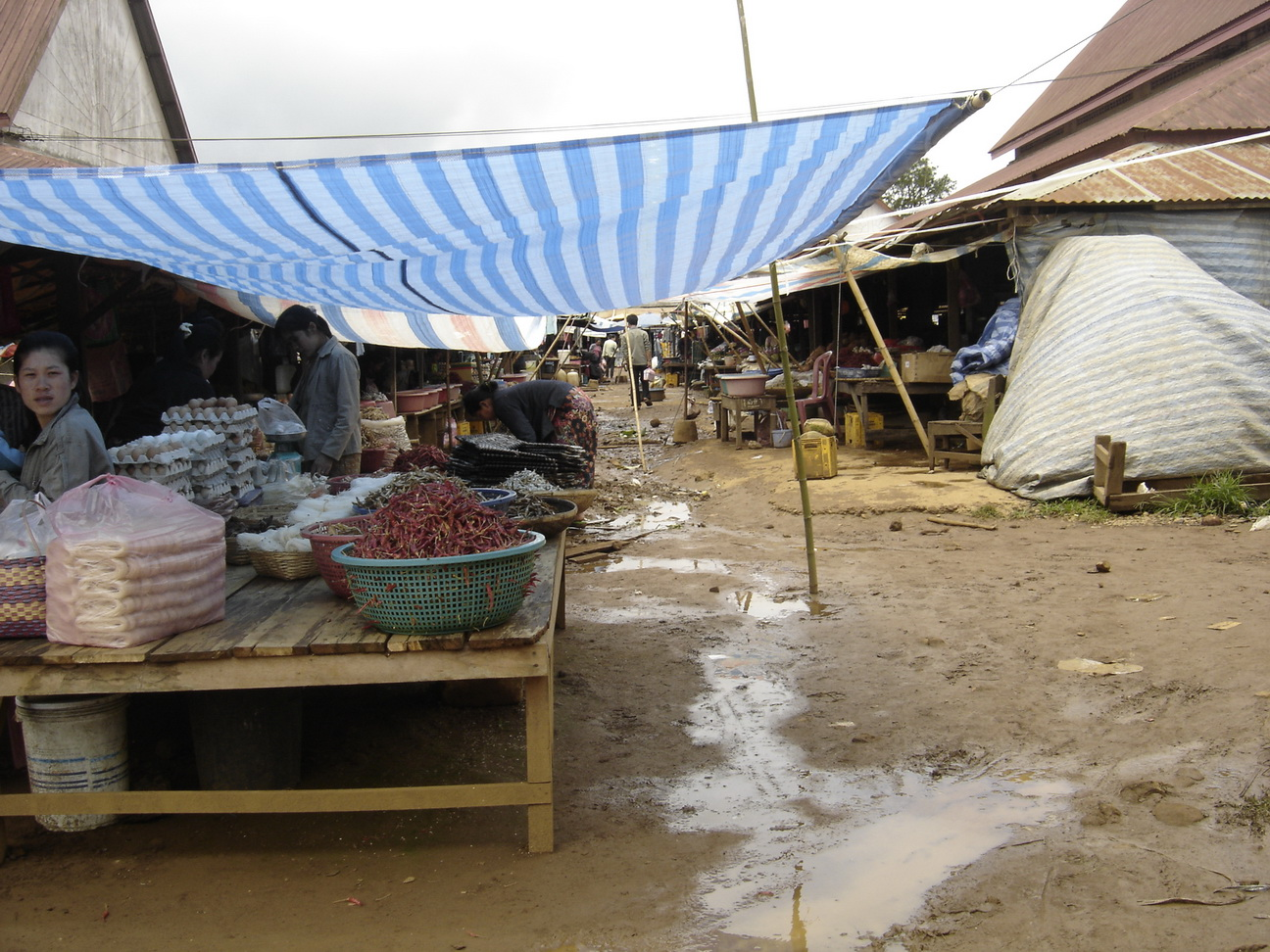
Markt